# Gaudichaudius
Gaudichaudius är ett släkte av ringmaskar. Gaudichaudius ingår i familjen Polynoidae.
Kladogram enligt Catalogue of Life:
| Gaudichaudius | \| \| Gaudichaudius cimex \| \| \| \| \| \| Gaudichaudius iphionelloides \| \| \| \| |
|               | \| \| Gaudichaudius cimex \| \| \| \| \| \| Gaudichaudius iphionelloides \| \| \| \| |
|               | Gaudichaudius cimex                                                                  |
|               |                                                                                      |
|               | Gaudichaudius iphionelloides                                                         |
|               |                                                                                      |